# Escola estadunidense de contabilidade
A escola estadunidense de contabilidade surgiu em 1887 com a criação da Associação Estadunidense de Contadores Públicos (American Association of Public Accountants), que viria a dar origem ao atual Instituto Estadunidense de Contadores Públicos Certificados (American Institute of Certified Public Accountants). Sua característica principal é o pragmatismo, evitando a construção de grandes modelos teóricos. Com a ascensão econômica e cultural dos Estados Unidos no início do século 20, tornou-se a escola de pensamento dominante no cenário contábil mundial até os dias de hoje.

## Principais nomes
Seus principais nomes são: Charles Ezra Sprague (1842-1912), Henry Rand Hatfield (1866-1945), William Andy Patton (1889-1991), Ananias Charles Littleton (1886-1974), Carman George Blough (1895-1981), Maurice Moonitz (1910-2009), Raymond Chambers (1917-1999), Richard Mattessich (1922-), Lawrence Robert Dicksee (1864-1932), Kenneth Most (1924-) e Kenneth Forsythe MacNeal (1895-).